# Physalaemus cuvieri
Espèce
Synonymes
- Gomphobates notatus Reinhardt & Lütken, 1862 "1861"
- Paludicola neglecta Ahl, 1927

Statut de conservation UICN

 LC  : Préoccupation mineure
Physalaemus cuvieri est une espèce d'amphibiens de la famille des Leptodactylidae.

## Répartition
Cette espèce se rencontre jusqu'à 2 000 m d'altitude :
- dans le Nord-Est, le centre, le Sud-Est et le Sud du Brésil ;
- en Argentine dans les provinces de Misiones et d'Entre Ríos ;
- dans l'est du Paraguay.

Sa présence est incertaine en Bolivie et au Venezuela.

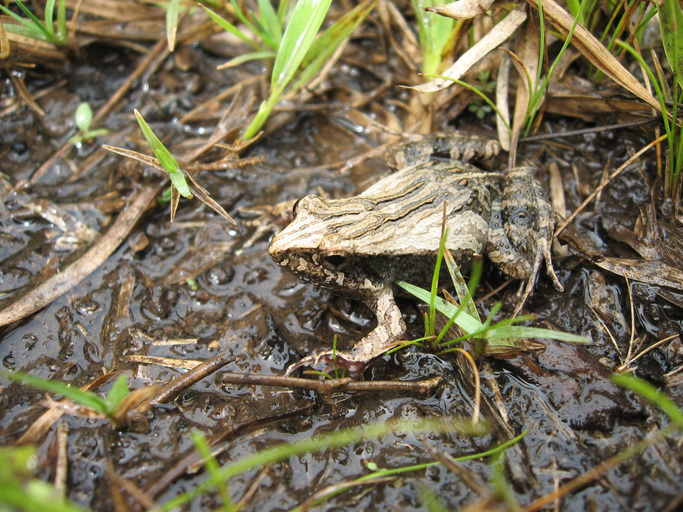
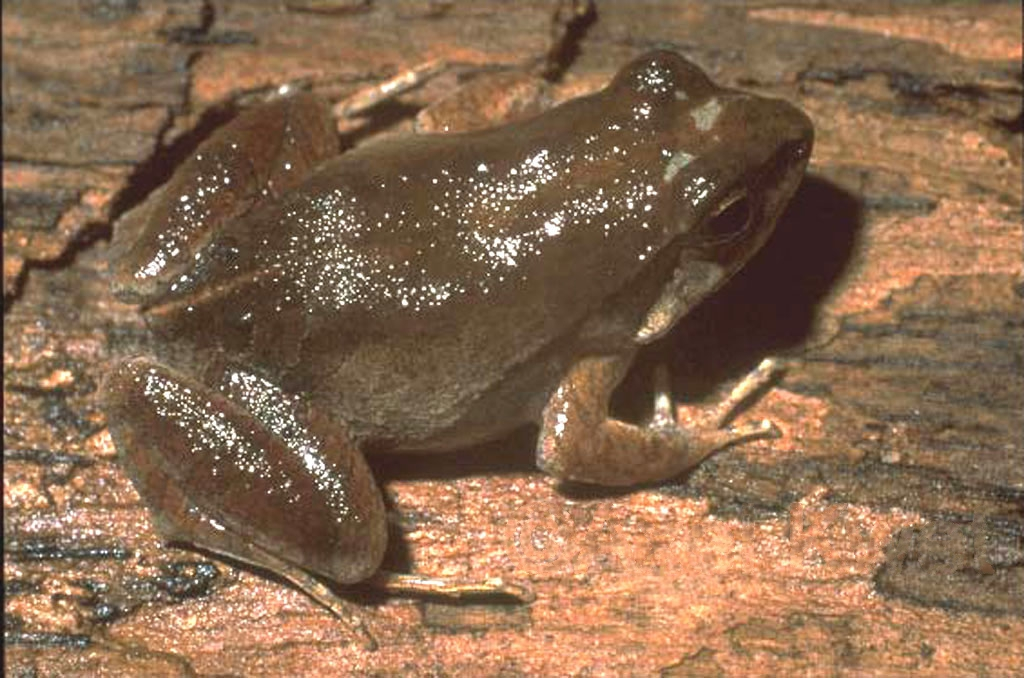
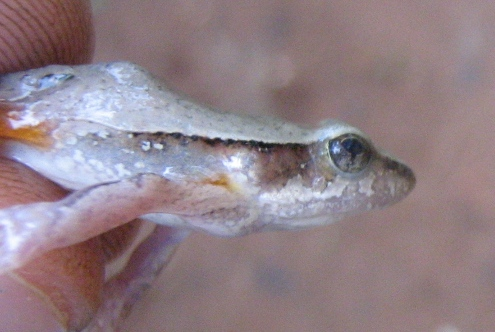
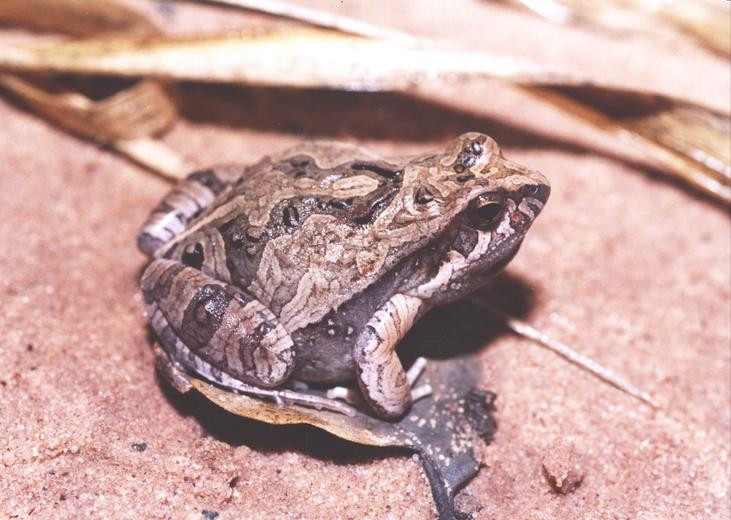

## Étymologie
Cette espèce est nommée en l'honneur de Georges Cuvier.

## Publication originale
- Fitzinger, 1826 : Neue classification der reptilien nach ihren natürlichen verwandtschaften. Nebst einer verwandtschafts-tafel und einem verzeichnisse der reptilien-sammlung des K. K. zoologischen museum's zu Wien, p. 1-67 (texte intégral).